# Guy Van Hirtum
Guy Van Hirtum (4 april 1959) is een Belgisch advocaat en politicus voor de CD&V.

## Levensloop
Van Hirtum maakte zijn intrede in de gemeenteraad van Westerlo na de gemeenteraadsverkiezingen van 1988. Na de gemeenteraadsverkiezingen van 1994 werd hij er aangesteld als schepen van jeugd en financiën. In juni 1996 volgde hij Jos Dupré op als burgemeester.
Van Hirtum kwam hij in opspraak met betrekking tot het illegaal storten van rioolslib. Daarbij zouden op verzoek van het schepencollege 637 vrachtwagens vervuilde grond zijn afgevoerd van het Westelse containerpark naar een natuurdomein en landbouwpercelen. Nadat de correctionele rechtbank van de afdeling Turnhout van het gerechtelijk arrondissement Antwerpen zich eerder onbevoegd had verklaard in de zaak, werd hij in 2010 voor het Hof van beroep van Antwerpen schuldig bevonden aan inbreuken op het afvalstoffendecreet. Dit vonnis werd later bevestigd door het Hof van Cassatie. Van Hirtum kreeg in beroep een voorwaardelijke geldboete opgelegd, alsook de sanering binnen de drie jaar.
Van beroep is hij advocaat. Hij is aangesloten bij de balie van Antwerpen. Daarnaast was hij actief als speler en voorzitter van volleybalclub Tovo Tongerlo. Zijn zoon Ruben was eveneens actief in het volleybal.